# Казаков, Сергей Иванович
Сергей Иванович Казаков — советский хозяйственный и государственный деятель, лауреат Государственной премии СССР за выдающиеся достижения в труде.

## Биография
Родился в 1953 году в деревне Абабки. Член КПСС.
В 1970—1971 годах — ученик токаря в ремонтно-механическом цехе Серовского механического завода.
В 1971 году — колхозник колхоза «Запольский» Лебяжского района Кировской области.
В 1971—1973 годах — военнослужащий ракетных войск стратегического назначения в Забайкальском военном округе.
В 1973—1993 годах — загрузчик-выгрузчик, электролизник, звеньевой, бригадир электролизной бригады Пышминского медеэлектролитного завода Министерства цветной металлургии СССР.
В 1993—2012 годах — сменный мастер, в 2012—2018 годах — мастер ремонтной службы цеха АО «Уралэлектромедь».
За большой личный вклад в увеличение выпуска высококачественной металлопродукции был в составе коллектива удостоен Государственной премии СССР за выдающиеся достижения в труде 1989 года.
Живёт в Верхней Пышме.

## Награды
- Орден Трудового Красного Знамени (29.04.1986)
- Орден Знак Почёта (02.03.1981)